# 護国卿
護国卿（ごこくきょう、英語: Lord Protector）は、イングランド王国において王権に匹敵する最高統治権を与えられた官職。敬称は殿下（His Highness）。特にイングランドの清教徒革命（イングランド内戦）後に成立したイングランド共和国における国家元首としての官職を指すことが多い。

## 沿革

### 王国時代
イングランドにおいて「護国卿」の称号は、王が幼年の時や執務不能のときの後見人の称号としてしばしば用いられていた。護国卿を名乗った後見人には以下の者がいる。
- ベッドフォード公ジョン、グロスター公ハンフリー（1422年 - 1429年、ヘンリー6世の幼少時）
- ヨーク公リチャード（1454年 - 1455年、1455年 - 1456年、1460年、ヘンリー6世の精神錯乱時）
- グロスター公リチャード（1483年、エドワード5世の幼少時）
- サマセット公エドワード・シーモア（1547年 - 1549年、エドワード6世の幼少時）

最初の護国卿であるベッドフォード公・グロスター公兄弟は甥ヘンリー6世が幼少のため1422年に任命された。当時イングランドは百年戦争の成果として1420年に締結されたトロワ条約でイングランド王がフランス王も兼任しイングランド・フランス二重王国が誕生、ベッドフォード公はフランスを、グロスター公はイングランドを統治することになった。ところがグロスター公は諸侯の支持を得られず権力を制限され、外敵と内乱からの王国守護の任務を与えられたにとどまり、聖俗貴族20人からなる評議会の助言を受けて統治することになったため、これに不満を抱いたグロスター公はしばしば叔父のヘンリー・ボーフォート枢機卿と対立した。1429年、ヘンリー6世の戴冠式挙行に伴い護国卿は廃された。
2度目の護国卿は1454年、ヘンリー6世の遠縁に当たるヨーク家出身のヨーク公リチャードが任命された。ヘンリー6世は1453年に発狂して統治不能になったため貴族の要請でヨーク公が就任、勢力拡大を図ったが、ヘンリー6世が正気に戻ると共に寵臣のサマセット公エドムンド・ボーフォートが権勢を振るい、ヨーク公は1455年に護国卿を解任され立場が危うくなった。ヨーク公は反撃に出て薔薇戦争初戦の第一次セント・オールバンズの戦いでサマセット公を討ち取り、ヘンリー6世が再び発狂したため護国卿に再任された。だが、サマセット公に代わって宮廷を掌握した王妃マーガレット・オブ・アンジューが新たな敵として台頭、1456年にヨーク公はまたもや護国卿の座を失い、ランカスター家とヨーク家の対立で薔薇戦争が激化していった。
1460年7月のノーサンプトンの戦いでヘンリー6世を捕らえたヨーク公は10月の議会で王位を請求したが支持を得られず、代わりにヘンリー6世亡き後の王位継承を約束されたため妥協、王にはなれなかったが3度護国卿となり強大な立場を獲得出来た。だが執拗なマーガレットの抵抗を排除すべく、北に迎撃へ向かったヨーク公は12月のウェイクフィールドの戦いで敗死した。
3度目は1483年、ヨーク公の息子に当たるグロスター公リチャードが、兄エドワード4世から甥エドワード5世の後見を託され護国卿に指名されたといわれる。しかしエドワード4世の強引な勢力拡大で犠牲になった有力貴族層の支持を得たグロスター公はエドワード5世を廃位、自らイングランド王リチャード3世に即位したため護国卿は短期間で終わった。
4度目の護国卿はテューダー朝のエドワード6世が幼少のため、母方の伯父に当たるハートフォード伯エドワード・シーモアが1547年に就任、サマセット公にも叙爵された。サマセット公はイングランドの宗教改革を推進、様々な政策を打ち立てプロテスタント化を後押ししたが、外交と農民反乱の対処に失敗、そこを政敵のウォリック伯（後にノーサンバランド公）ジョン・ダドリーに付け込まれ1549年に失脚しロンドン塔へ投獄され、1552年に処刑された。以後、護国卿は清教徒革命を迎えるまで設置されなかった。

### 共和国時代

プロテクトレート時代のイングランドの紋章

清教徒革命後の1653年にイギリス初の成文憲法として制定された『統治章典』は、チャールズ1世を処刑した後不在となっていた国家元首の地位を「護国卿」（Lord Protector）と定め、12月16日に共和国の常備軍であるニューモデル軍司令官で独立派の政治家でもあるオリバー・クロムウェルを終身任期の護国卿に任命した。この護国卿がイギリスを統治した時代を「護国卿時代」または「プロテクトレート」（The Protectorate）と呼ぶ。
- オリバー・クロムウェル（1653年 - 1658年）
- リチャード・クロムウェル（1658年 - 1659年）

護国卿の職責職権は統治章典によって定められていたが、イングランド・スコットランド・アイルランドの3ヶ国を議会と共同統治、立法・行政を議会と共有、議会閉会中は国務会議の同意が必要とされた。だが国務会議はクロムウェルの諮問機関であり、議会の権限を弱くした規定が多く、実際は護国卿の権限が強くなっていた。中産階級は護国卿の支持層だったが、王党派や平等派など他の派閥は反対派に回った。
クロムウェルは護国卿に就任すると1654年9月3日に第一議会を開いたが、政府の正統性を問題視した議会が批判し続けたため1655年1月22日に解散し、8月に軍政監を設置して護国卿を事実上の独裁者とする軍事政権を確立した。しかしそれにも限界があり1656年9月17日に第二議会を召集、議会の提案に基づき1657年1月に軍政監が廃止されると社会安定を重視し軍事政権から王政への回帰へ考えを変えて、5月25日に統治章典に代わる『謙虚な請願と勧告』制定を受け入れた。クロムウェルは王ではなかったがそれに準ずる権力（後継者指名権など）を手に入れ、かつて共和国が廃止した上院と枢密院の復活と下院の権力強化もなされ、護国卿の権力は強化され体制と社会の安定が図られた。
こうして護国卿の地位は、前国王を処刑してまで廃止したはずの旧君主のそれと実質的に同じものとなり、君主の専権事項だったナイト爵の叙任なども従前そのままに護国卿が行うようになっていった。護国卿の国家元首としての正式称号も
By the Grace of God and Republic Lord Protector of England, Scotland and Ireland
（神と共和国の恩寵による、イングランド、スコットランド、およびアイルランドの護国卿）
という旧態依然としたものになった。
だが政局は安定せず、議会に入った共和主義勢力が政局を乱したため1658年2月4日にクロムウェルは混乱を避けるべく議会を解散した。それから7ヶ月後の9月3日にクロムウェルが病死すると、護国卿の地位は子のリチャード・クロムウェルによって引き継がれた。
リチャードは父の晩年に屋台骨が揺らぎ始めた共和制の引き締めを図るため、軍との対立もあって1659年1月27日に第三議会を召集したが、軍の圧力で4月22日に解散せざるを得なくなった。5月7日に軍がランプ議会を召集し復活、政権存続を諦めたリチャードは就任8か月に当たる18日後の25日に護国卿を辞任するに至った。終身任期の護国卿が就任から1年も経たずに辞任に追い込まれたことで、イングランド共和国はここに事実上崩壊した。この後は元オリバーの部下だった者たちと議会との間で勢力争いのいざこざが繰り返されて政局は空転、これをうけて翌1660年5月29日には故チャールズ1世の嫡男が亡命先から帰国、ロンドンでチャールズ2世として即位し、イングランドは王政復古を実現している。
クロムウェル父子の後、「護国卿」の称号はこの両名と不可分なものとなった。それはまた、不名誉な共和制を連想させて余りある語でもあった。これ以後イギリスでこの「護国卿」の称号が使用されることは二度となかった。